# Ti lascio la mia canzone
Ti lascio la mia canzone (Rudderless) è un film del 2014 diretto da William H. Macy.
Pellicola drammatica statunitense con protagonisti Billy Crudup, Anton Yelchin, Felicity Huffman, Selena Gomez, Laurence Fishburne e Miles Heizer. Il film è stato presentato al Sundance Film Festival il 24 gennaio 2014. Il film è uscito nelle sale statunitensi e tramite video-on-demand in Italia a partire dal 17 ottobre 2014.

## Trama
Josh Manning è intento a registrare le sue canzoni nella sua stanza del dormitorio del college per una demo. Interrotto brevemente da uno dei suoi compagni che è alla ricerca di qualcuno, il ragazzo smette di registrare infastidito dall'interruzione. Nel frattempo, suo padre Sam Manning è riuscito a ottenere un grosso acconto presso la sua società di pubblicità, e chiama Josh per festeggiare con lui. Sebbene sia impegnato, Josh accetta di incontrarsi col padre vista l'insistenza dell'uomo; prima però raggiunge la biblioteca del campus. Sam si reca al bar dove ha appuntamento col figlio e non vedendolo arrivare inizia a mandargli messaggi telefonici. Poi l'attenzione dell'uomo viene attirata dalla notizia di una sparatoria nella biblioteca del campus di suo figlio.
Più tardi, numerose persone si recano a casa di Josh da sua madre, Emily. Si deduce che Josh è stata una delle vittime della sparatoria. Entrato nella camera da letto di Josh, Sam si guarda intorno, cercando di trovare qualche tipo di comprensione per la perdita, ed è interrotto da Kate Lucas, la quale lo informa che lei e Josh uscivano insieme l'anno prima. Successivamente, anche a causa del fatto che la copertura mediatica della vicenda sta interferendo con la sua vita quotidiana, Sam si ritrova schiavo dell'alcolismo. Recatosi ubriaco sul posto di lavoro, Sam si comporta in modo sgarbato e bacia la sua receptionist. Il suo datore di lavoro gli consiglia di prendersi una pausa per affrontare meglio la situazione.
Due anni dopo, Sam ha cambiato vita ed ora vive su una barca a vela su un lago. Una sera, mentre è andato a bere fuori con alcuni colleghi dopo la sua giornata di lavoro, nota che l'osteria "The Trill" ospita eventi musicali per musicisti in erba. Tornando alla marina, incontra Emily che lo aspetta, la quale lo informa che sta per trasferirsi a Tulsa ora che è madre di un altro figlio. La donna ha però bisogno della firma dell'uomo per poter mettere in vendita la loro ex casa. Emily ha anche portato con sé il resto dei beni di Josh - dischi demo, strumenti ed attrezzi - che però Sam afferma di non poter tenere per mancanza di spazio nella sua piccola barca a vela. Emily tuttavia gli lascia tutto affermando che era sicura che all'uomo avrebbe fatto piacere tenere quegli oggetti perché aveva suonato insieme a Josh quando era più giovane. Alcune ore dopo che Emily è andata via, Sam raccoglie tutti gli oggetti di Josh intenzionato a buttarli via, ma si ferma quando nota i quaderni e i dischi del ragazzo. Inizia ad ascoltarli sulla barca e legge la raccolta di testi e scritti che Josh non ha portato a termine. Il giorno seguente, dopo il lavoro, Sam decide di cantare "Home", una delle canzoni di Josh, alla taverna "Trill", e attira l'attenzione di Quentin, un giovane chitarrista che è rimasto emozionato dalla sua performance. Il giorno dopo, Quentin porta a Sam del caffè e del cibo e discute della performance della serata precedente, affermando che crede ci siano altre canzoni, e se ci sono, potrebbero esibirle insieme. Sam dichiara di non essere interessato e continua ad ascoltare sempre più il materiale di suo figlio.
Quentin ci riprova il giorno dopo e gli mostra una possibilità di arrangiamento alternativo per la canzone. I due finiscono per condividere un pasto e suonare gli strumenti insieme per il resto della notte, tuttavia Sam non informa Quentin di non essere l'autore effettivo del pezzo. Alla fine della serata, Quentin riesce a convincere Sam ad esibirsi insieme al "Trill", aggiungendo sempre più a ogni arrangiamento, inclusa una sezione di percussioni. Il giorno successivo, Sam viene presentato a Del, proprietario e gestore del negozio di forniture musicali locali, il quale lo informa del suo desiderio di voler vendere la sua attività, di voler andare in pensione e di trascorrere gli ultimi anni di vita in giro in camper con sua moglie.
Quentin mostra a Sam una chitarra Gibson Les Paul del 1978 presente nel negozio che il ragazzo vorrebbe tanto possedere ma che non è in grado di permettersi. Uscendo dal negozio, Sam assiste ad un incontro organizzato tra Quentin e Willy, un bassista, nella speranza che possano includerlo nelle loro esibizioni, ma Sam è reticente a voler fondare una band. Il giorno dopo, il quartetto si incontra per esercitarsi nel garage di Quentin situato sotto il suo appartamento. Il gruppo si esibisce al "Trill" e la loro performance impressiona talmente tanto il proprietario che chiede loro di esibirsi regolarmente ogni sabato sera. La band, chiamata "Rudderless", ottiene rapidamente fama e notorietà. Nel frattempo, Quentin si rivela estremamente timido con le ragazze e Sam tenta di aiutarlo a superare la sua timidezza anche se il ragazzo ritiene i suoi consigli inutili.
Un pomeriggio Sam arriva all'appartamento di Quentin e incontra sua madre, Joyce, che Sam scambia per una prostituta dopo aver visto che Quentin le dava una piccola somma di denaro mentre si abbracciavano. Quentin è imbarazzato perché sua madre ha avuto problemi non specificati in passato, anche facendogli trascorrere un anno di liceo vivendo in una macchina, e ha giurato di non arrivare mai più a quel livello di povertà. Al centro commerciale, Sam compra a Quentin dei vestiti nuovi per dargli uno stile e aumentare la sua fiducia in sé stesso.
Dopo uno spettacolo, mentre i membri della band vanno ad una festa, Sam incontra Kate - che ora usa il suo secondo nome, Ann - la quale lo svergogna per aver suonato le canzoni di Josh in pubblico. Il giorno seguente, Sam visita la tomba del figlio e la trova vandalizzata. Si scopre così che Josh non è stata una vittima, ma il killer della strage nella biblioteca del campus. Sul luogo giunge Emily con alcuni prodotti per pulire la tomba ed i due ex coniugi si mettono a pulire insieme i graffiti dalla lapide. Emily dice a Sam che un paio di altri genitori l'hanno contattata per perdonarli per le azioni di Josh, mentre sembra che Sam le stia ancora negando. Emily insiste che hanno agito correttamente nei loro ruoli genitoriali e che non hanno nessun motivo per sentirsi in colpa e che Josh doveva essere stato malato per compiere un tale atto di violenza.
Dopo aver continuato a bere fino al sabato, Sam va al lavoro e, trovando un'amaca, si addormenta. Il suo datore di lavoro lo scopre e lo licenzia. Più tardi quel giorno, gli altri membri della band arrivano con delle ragazze e passano il pomeriggio sulla barca di Sam. Gli altri membri cercano di convincere Sam a partecipare ad un'esibizione durante la locale regata velica dove avrebbero occasione di mettere in bella mostra il repertorio del gruppo e farsi così conoscere maggiormente. Ma Sam si rifiuta temendo che le canzoni di Josh non sarebbero mai state accettate se le persone avessero scoperto la verità della loro paternità. Il giorno dopo Sam si reca al negozio di Del per acquistare un nuovo tubo amplificatore ed aiuta l'uomo e la moglie Tina a parcheggiare il camper in strada. Del gli chiede il perché il gruppo non intende cantare nello spettacolo e Sam inizia a chiedersi perché lui stia davvero facendo tutto questo. Sam si reca nel garage di Quentin ed informa gli altri di voler partecipare allo spettacolo ma insiste sul fatto che la canzone che Quentin ha scritto sarà la loro ultima canzone.
Sam si dirige poi verso il palco sulla strada ed è sorpreso di trovare Kate/Ann che parla con gli altri tre membri sul palco, la quale sta presumibilmente dicendo loro l'effettiva origine delle canzoni che tutti hanno ipotizzato essere state scritte da Sam. Lei lo affronta e gli comunica di essere stata perseguitata e molestata dalla gente e dai media per il fatto di essere stata fidanzata con Josh. Tormentata da continue domande umilianti e dalle voci che suggerivano addirittura che entrambi i ragazzi fossero stati membri di una setta, la ragazza era stata costretta a dover cambiare nome e lasciare la scuola. Quentin chiede a Sam se quanto detto dalla ragazza corrisponde alla verità e Sam lo ammette. Quentin si rifiuta categoricamente di suonare il materiale e colpisce Sam mentre si allontana. Sam si ubriaca e tornando al porto trova la zona sigillata con una recinzione a maglie di catena. Sam tenta di arrampicarsi e cade dal lato opposto, rompendo il manico della sua chitarra.
La mattina dopo ha luogo una regata velica e la processione della barca a vela viene interrotta da Sam che suona "1812 Overture" con il suo motore elettrico, navigando direttamente in mezzo alle altre barche e creando scompiglio. Sam viene arrestato. Chiama Del per salvarlo e rimane sorpreso nello scoprire che Del sapeva chi era ma ignorava che le canzoni erano state scritte da Josh. Il giorno dopo, Sam visita il luogo della sparatoria e trova il monumento eretto che identifica le vittime. Sam scoppia in lacrime per quanto commesso da Josh, ma alla fine accetta di aver perso il proprio figlio, nonostante quello che egli ha fatto. Sam poi visita Emily, le porta i dischi di Josh e dice che un giorno il nuovo bambino vorrà sapere chi era il fratellastro al di là di ciò che diranno di lui.
Sam visita quindi il negozio di Del e scopre che Quentin ha lasciato lì i suoi strumenti, dicendo a Del di venderli. Sam prende con sé gli strumenti, si informa sul costo del negozio e poi va a trovare Quentin al negozio di ciambelle dove lavora. Sam lo implora di continuare a suonare nella band anche se egli non ne farà più parte. L'uomo gli comunica anche che aver trovato le canzoni di Josh lo ha aiutato ad uscire dalla situazione nella quale era precipitato. Prima di uscire dal negozio, Sam lascia a Quentin le custodie di due chitarre. Una di esse contiene la Les Paul che Quentin ha sempre desiderato.
Sam si esibisce da solo sul palco del "Thrill" cantando la canzone che Josh stava scrivendo e che lui ha portato a termine. Mentre Sam canta alcune immagini mostrano Sam sostituito da un nuovo chitarrista, la barca di Sam ceduta a Del in cambio del suo negozio ed Emily che inizia ad ascoltare la musica di Josh. Terminata la canzone, Sam lascia il palco.

## Produzione
Jeff Robison e Casey Twenter hanno lavorato insieme alla sceneggiatura per circa cinque mesi del 2008. William H. Macy ha trascorso un anno a rielaborare la sceneggiatura con gli autori, una volta entrato nel progetto.
Le riprese sono iniziate il 21 aprile 2013 ad Oklahoma City e Guthrie, Oklahoma. Le scene sono state girate presso l'University of Central Oklahoma. Le riprese terminarono il 26 maggio 2013.

## Colonna sonora
L'album della colonna sonora è stato rilasciato il 30 settembre 2014 da un'etichetta indipendente. Presenta canzoni di Eef Barzelay, la band del film Rudderless, Selena Gomez ed altri. L'album raggiunse il numero 12 nella classifica Billboard Top Soundtracks.
1. Home – Billy Crudup (3:56)
2. Over Your Shoulder – Rudderless (2:32)
3. Hold On – Ben Kweller & Selena Gomez (3:09)
4. Sam Spirals – Eef Barzelay (2:29)
5. Beautiful Mess – Rudderless (2:31)
6. Stay with You – Rudderless (2:31)
7. The Two-Year Hungover – Eef Barzelay (2:21)
8. Real Friends – Rudderless (2:46)
9. Asshole – Ben Limpic (3:13)
10. Some Things Can't Be Thrown Away – Eef Barzelay (1:13)
11. Wheels on the Bus – Rudderless (1:40)
12. A Day on the Water – Eef Barzelay (1:04)
13. The Gig Is Off – Eef Barzelay (3:26)
14. Sing Along – Billy Crudup (4:26)

## Accoglienza

### Incassi
Girato con un budget stimato di 5 milioni di dollari, il film ha incassato complessivamente nel mondo 567.219 dollari.

### Critica
Su Rotten Tomatoes il film mantiene un rating di 62% sulla base di 45 recensioni, con una valutazione media di 6,2/10; Il consenso critico del sito dice "Ti lascio la mia canzone chiede al suo cast di portare un sacco di peso per la sua storia occasionalmente manipolativa, fortunatamente questo gruppo di talento -- guidato da Billy Crudup -- è spesso più che all'altezza del compito". Su Metacritic il film ha un punteggio di 52 su 100, basato su 19 critici, che indica "recensioni miste o medie". Mentre molti critici hanno parlato positivamente della regia di Macy, della colonna sonora e delle esibizioni di Crudup e Yelchin, molti hanno riscontrato problemi con la rivelazione del terzo atto; scrivendo per Variety, Dennis Harvey l'ha descritto come un "errore sconcertante nel giudizio narrativo".

## Riconoscimenti[15]
- 2014 - Chicago International Film Festival
  - Silver Hugo	al miglior attore ad Anton Yelchin
- 2015 - Guild of Music Supervisors Awards
  - Candidatura a Best Music Supervision for Films Budgeted Under 5 Million Dollars